# Galičica
Galičica (makedonsk: Галичица ( hør), albansk: Mali i Thatë) er et bjerg beliggende på tværs af grænsen mellem Nordmakedonien og Albanien. Der er en nationalpark på Nordmakedoniens side af bjerget, beliggende mellem de to største søer i republikken: Ohridsøen og Prespasøen. Den har et areal på 227 km2
Galičica er blandt de rigeste på endemiske arter blandt bjergene i Nordmakedonien. Blomsterlivet i Galičica Nationalpark repræsenterer over 1600 arter, hvoraf mange  har deres eneste udbredelsesområde præcis på bjerget Galičica. 
Udsigten over søerne og de tilstødende bjerge kan ses fra Galičica-toppene. Den højeste top er Magaro, der er 2.255 moh.
Nationalparken blev oprettet af regeringen  i 1958.

## Galleri
- Udsigt over Ohrid- og Prespasøen fra toppen af Galičica
- Udsigt fra Galičica på den sydlige del af Ohrid-søen
- Vej passerer gennem Galičica
- Udsigt fra Galičica på den nordlige del af Ohrid-søen
- Udsigt fra Galičica på Ohrid by
- De indre områder af bjerget Galičica
- Udsigt fra Galičica på den sydlige del af Ohrid-søen
- Højeste top, Magaro (2.255 moh.)
- Udsigt fra Galičica på landsbyen Trpejca
- Udsigt fra Galičica på østkysten af Ohrid-søen
- Udsigt fra Korita
- Magaro-toppen, 2.255 m